# Ema Ramusović
Ema Alivodić (născută Ramusović, 28 noiembrie 1996, în Berane) este o handbalistă muntenegreană care evoluează pentru CSM București și echipa națională a Muntenegrului. Alivodić joacă pe postul de pivot.
Ea a reprezentat Muntenegru la Campionatul European din 2014, desfășurat în Ungaria și Croația, unde a înscris 1 gol în meciul împotriva Slovaciei. De asemenea, a marcat 8 goluri pentru ŽRK Budućnost în sezonul 2014-2015 al Ligii Campionilor EHF.

## Palmares
- Liga Campionilor EHF:
  -  Câștigătoare: 2015

- Campionatul Muntenegrului:
  - Câștigătoare: 2015, 2016, 2017, 2018, 2019, 2021

- Cupa Muntenegrului:
  -  Câștigătoare: 2015, 2016, 2017, 2018, 2019, 2020, 2021

- Liga Regională de Handbal:
  - Câștigătoare: 2015, 2016, 2019

- Cupa României:
  - Câștigătoare: 2022

## Distincții individuale
- Inclusă de Handball-Planet.com în echipa ideală alcătuită din jucătoare tinere: 2015-16[7]